# MSN Soapbox
Soapbox on MSN video es un servicio de Microsoft a través de su portal MSN. Es similar a YouTube en que es un servicio de intercambio de videos en internet. Como de 17 de diciembre de 2006, era una beta por solo invitación. En febrero de 2007 entró beta pública. Para poder cargar contenido, los usuarios tienen que suscribirse a una cuenta de Windows Live ID. Quienes ya tienen un Windows Live ID son capaces de utilizar. MSN Soapbox ha sido comparado a YouTube. Una diferencia importante entre YouTube y MSN Soapbox es que Soapbox afirma en su política de privacidad que uso del material con derechos de autor no está permitido y se eliminará. YouTube tiene esa política, pero material con derechos de autor es aún presente en el sitio, porque YouTube deja la responsabilidad de encontrar material con derechos de autor en manos del titular de derecho de autor.
El 16 de junio de 2009, El vicepresidente de Microsoft Erik Jorgensen dijo que en planes de Microsoft para escalar espera MSN Soapbox, citando dura económica condiciones.
Soapbox utiliza una interfaz muy dependiente de JavaScript y AJAX. El nombre en código original para el proyecto fue Warhol, el nombre de MSN Soapbox posteriormente ser elegido por becario durante el verano de 2007. Soapbox de MSN video difiere de otros sitios de vídeo que ofrece características tales como RSS y el hecho de que no es necesario para abrir una ventana nueva para continuar desde el sitio y la navegación vídeos cuando usted carga de uno de sus propios.
La versión actual de MSN Soapbox en inglés (EE. UU.); las instrucciones de servicio y carga también están en inglés. Sin embargo, existen planes para que esto ampliarse en el futuro. Vídeos se muestran en 400 x 300 píxeles de forma predeterminada, pero pueden ampliarse a pantalla completa. Soapbox reproduce vídeos en Windows Media Player para usuarios de Internet Explorer y el Adobe Flash Player para usuarios que no tienen Internet Explorer
El 21 de julio de 2009 fue anunciado que Microsoft va a cerrar el servicio de cargas a finales de julio y cerrarlo totalmente a finales de agosto de 2009.